# Johannes Petrus Laro
Johannes Petrus (Joop) Laro (ook: Jean Pierre Laro) (Breda, 19 maart 1927 - 6 september 1992) was een Nederlands componist, muziekpedagoog, dirigent en klarinettist.

## Levensloop
De ouders van Laro waren Arnoldus Martinus Laro (4 februari 1890 - 14 november 1974) en Catharina Hendrika Bekker (2 december 1890 - 6 juni 1988). Zijn vader was stafmuzikant in het leger en stamde uit eenvoudige familie van landarbeiders en hoveniers.
Hij studeerde aan het Koninklijk Conservatorium te Den Haag voor het hoofdvak klarinet en piano. Na het diploma orkestspel behaalde hij in 1952 het dirigentdirectiediploma. Zijn leraren waren onder andere Hendrik Andriessen, Henri Geraerdts, Martinus Lürsen, Karel Philippus Bernet Kempers en Rocus van Yperen.
Van 1945 tot 1953 was hij als klarinettist lid van de Marinierskapel der Koninklijke Marine. Na zijn studie HaFa-directie werd hij benoemd tot dirigent van de Johan Willem Friso Kapel te Assen. Deze tijd is voor Laro zeer belangrijk geweest. Hij ontwikkelde zich daar tot een veelzijdig dirigent. Samen met de Johan Willem Friso Kapel trad hij onder andere op met het Asser Mannenkoor, begeleidde vele instrumentale en vocale solisten en dirigeerde talloze operettes. In deze periode begon hij ook zijn langdurige carrière als jurylid.
Na de periode in Assen werd Laro in 1964 in de rang van Kaptein benoemd tot dirigent van de Marinierskapel der Koninklijke Marine te Rotterdam. Vooral hier werd geoogst wat hij in Assen had gezaaid. Vele grote successen vielen hem en de Kapel ten deel. Baanbrekend is geworden de samenwerking met de Dutch Swing College Band. Hier werden twee culturen, t.w. het klassieke blaasorkest en de jazzmuziek samengevoegd tot een swingend geheel.
Met de militaire kapellen maakte hij vele concertreizen naar België, Luxemburg, Duitsland, Denemarken, Frankrijk, Zwitserland, Engeland en Indonesië. Voor zijn oriëntatie in de militaire muziek bezocht hij voorts nog de Verenigde Staten, Noorwegen, Zweden, Oostenrijk, Italië en Spanje.
In 1975 werd hij benoemd tot Hoofd Afdeling Protocol van de Chef Landmachtstaf en tevens Inspecteur der Militaire Muziek in de rang van Luitenant-kolonel. Zijn grootse verdienste in deze periode was de opzet van de Nationale Taptoe te Breda.
Als componist van een aanzienlijk aantal marsen was hij alom bekend. Hij was een bekend jurylid voor de Nederlandse Amateur Federaties, het Wereld Muziek Concours te Kerkrade en in het buitenland (Verenigd Koninkrijk, België, Finland en andere landen). Ook bij de SONMO was hij lid van de Muziekadviescommissie.
Als hoofdleraar voor Orkestdirectie harmonie en fanfare was hij werkzaam op het Brabants Conservatorium in Tilburg en als examinator op alle overige conservatoria in Nederland. Hij was ook vicevoorzitter van de Bond van Orkestdirigenten en Vice-President of the International Military Music Society. Bij de jaarlijkse nationale taptoe te Breda was hij lange jaren verantwoordelijk voor de algehele leiding.
In 1959 ontving hij uit handen van de Commissaris der Koningin de cultuurprijs van de provincie Drenthe. Hij was Ridder in de Orde van Oranje-Nassau, Ridder in de Orde van de Witte Olifant van Thailand, Ridder in de Orde van de Leeuw van Finland, Ridder in de Orde van de Eikenkroon van Luxemburg, Ridder in de Orde van Sint-Olaf van Noorwegen, Officier van verdiensten van de Bondsrepubliek Duitsland en Officier van Verdiensten van het leger van Joegoslavië. Hij was ook onderscheiden met het Kruis van Verdienste van het Nederlandse Rode Kruis en het Ordeteken van Oorlog en Vrede van Nederlands Oost-Indië. Op 22 augustus 1985 werd hij met de Prins Maurits-medaille onderscheiden.

## Composities

### Werken voor harmonieorkest
- 1948 Niwinmars
- 1949 Qua Patet Orbis - (defileermars voor de mariniers)
- BLS-mars
- Defileer mars 7 december
- Harba lorifa, mars
- Hollands Glorie (NTC Mars)
- Inspectiemars van de Koninklijke Landmacht
- IGK (Inspecteur Generaal Krijgsmacht) Mars
- Lijnbaan Mars
- Mars der Infanterie
- Mars van het 1e Legerkorps
- Mars van de 1e Divisie 7 December
- Mars van de 4e Divisie
- Nederlandse Taptoe Hymne
- Nulli Cedo
- Sportclub, mars
- BNMO Mars
- Metro Mars